# یان پالوش
یان پالوش (چکی: Jan Palouš؛ ۲۵ اکتبر ۱۸۸۸ – ۲۵ سپتامبر ۱۹۷۱) بازیکن هاکی روی یخ و کارگردان فیلم اهل چکسلواکی بود.